# Dibamus dezwaani
Espèce
Dibamus dezwaani est une espèce de sauriens de la famille des Dibamidae.

## Répartition
Cette espèce est endémique de Nias en Indonésie.

## Étymologie
Cette espèce est nommée en l'honneur de Johannes Pieter Kleiweg de Zwaan (1875–1971).

## Publication originale
- Das & Lim, 2005 : A new species of Dibamus (Squamata,: Dibamidae) from Pulau Nias, Indonesia. Journal of Herpetology, vol. 39, n. 1, p. 113-117.